# Dopul scuză mijloacele
Dopul scuză mijloacele este un film românesc din 2014 regizat de Mihai Ionescu. Rolurile principale au fost interpretate de actorii Alexandru Bindea, Ruxandra Enescu.

## Distribuție
Distribuția filmului este alcătuită din:
- Irina Movilă — Asistenta
- Ruxandra Enescu — Doamna Zbigniew
- Alexandru Bindea — Domnul Zbigniew
- Mihai Sandu Gruia — Povestitorul
- Alexandru Georgescu — Primarul